# Unabhängigkeitsreferendum in Katalonien 2017

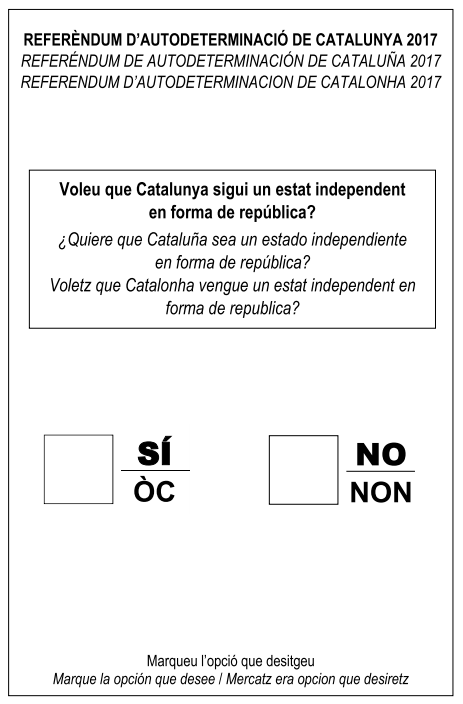
Stimmzettel mit dreisprachiger Aufschrift (katalanisch, spanisch, okzitanisch)

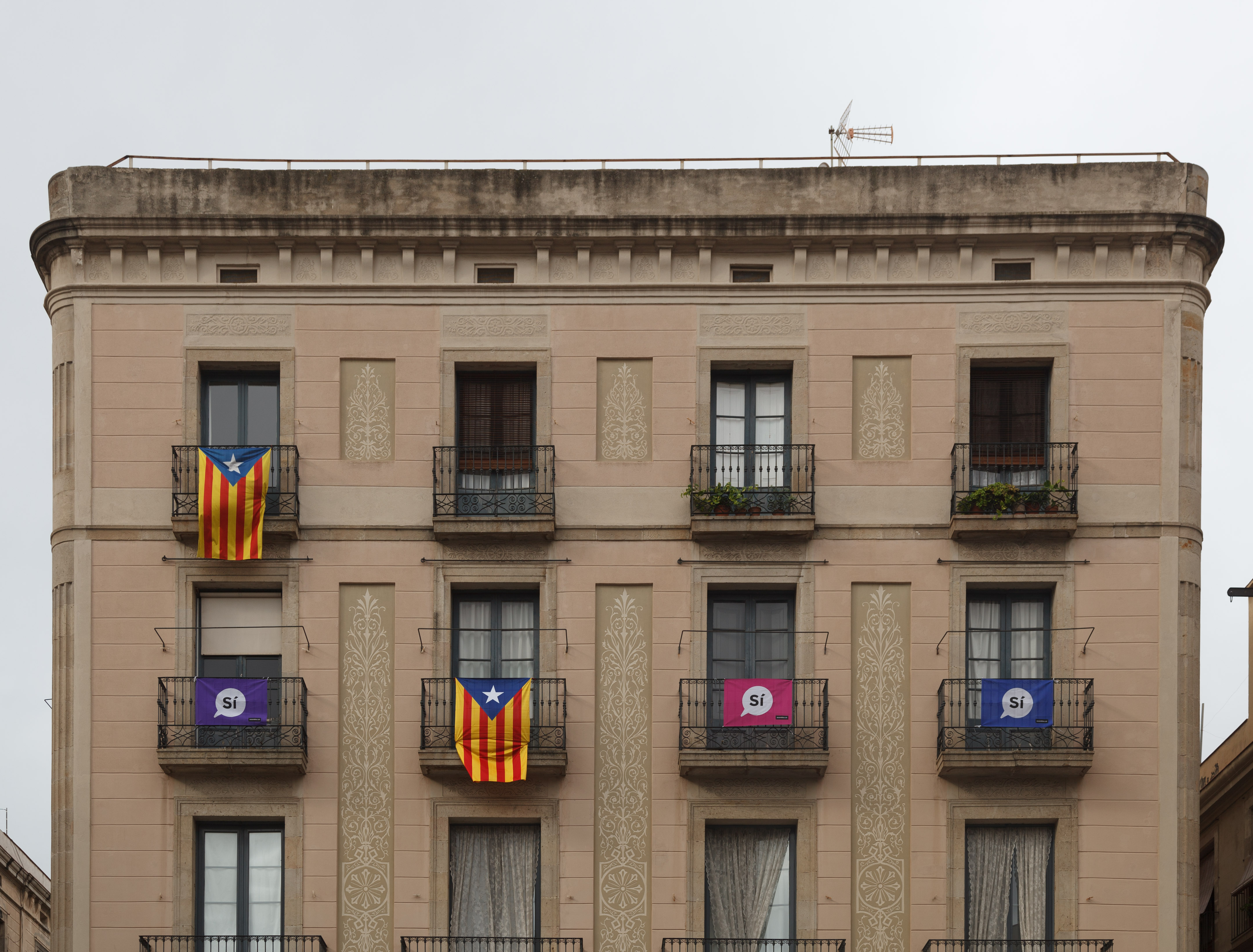
Flaggen von Befürwortern der Unabhängigkeit in Barcelona

Am 1. Oktober 2017 wurde von der Regionalregierung Kataloniens ein umstrittenes Referendum über die Unabhängigkeit Kataloniens (katalanisch Referèndum d’Autodeterminació de Catalunya) abgehalten. Nach der erfolglos gebliebenen Volksbefragung von 2014 verfolgte die katalanische Regionalregierung zum zweiten Mal ein Unabhängigkeitsreferendum.
Das spanische Verfassungsgericht hatte die Abstimmung zuvor für rechtswidrig erklärt, da die spanische Verfassung keine Abstimmungen über die Unabhängigkeit einer Autonomen Gemeinschaft vorsieht; die spanische Regierung versuchte, die Befragung mit Berufung auf deren mangelnde Rechtsgrundlage zu verhindern. Die katalanische Unabhängigkeitsbewegung berief sich hingegen auf ein Gesetz, das vom Regionalparlament in einer umstrittenen Abstimmung knapp beschlossen wurde.
Ein solches Referendum war ein zentrales Wahlversprechen der bei den Regionalwahlen von 2015 mit knapper Mehrheit gewählten katalanischen Regierungsfraktionen Junts pel Sí (JxSí) und CUP.
Nach der Abstimmung meldeten die katalanischen Behörden eine Wahlbeteiligung von 43,03 % sowie eine Zustimmung von rund 90,18 % der Wähler zu einer Unabhängigkeit. Eine unabhängige Prüfung dieser Zahlen war aufgrund der Umstände des Referendums nicht möglich. Das Referendum führte zu einer Verfassungskrise mit der einige Wochen später erfolgten Ausrufung einer „unabhängigen Republik“ und der anschließenden Entmachtung der katalanischen Regionalregierung durch die spanische Regierung sowie Neuwahlen zum Regionalparlament im Dezember 2017.

## Kontext und Vorgeschichte
Seit 1979 hat die Region Katalonien den Status einer Autonomen Gemeinschaft in Spanien. Die Autonomen Gemeinschaften sind in ihrer Kompetenzausstattung mit den deutschen Bundesländern vergleichbar und verfügen auch über weitreichende Gesetzgebungszuständigkeiten.
Die mit Generalitat de Catalunya benannten politischen Institutionen Kataloniens umfassen das Regionalparlament (Parlament de Catalunya), den von diesem gewählten Ministerpräsidenten (President de la Generalitat) und die von diesem gebildeten Regierung (Govern).
Nach der Transición wurde die Politik Kataloniens von 1980 bis 2003 durch das liberal-demokratische Parteienbündnis Convergència i Unió (CiU) und dessen Ministerpräsidenten Jordi Pujol bestimmt. Die CiU verfolgte in der Frage des Status Kataloniens eine pragmatische, von einem konservativen Regionalismus geprägte Linie. Lediglich Teile des Bündnisses traten offen für eine Unabhängigkeit ein. Im Jahr 2003 verlor der CiU-Spitzenkandidat Artur Mas die Regionalwahlen gegen ein Linksbündnis aus Sozialisten (PSC), Republikanischen Linken (ERC) und Grünen (ICV).

### Autonomiestatut von 2006
Unter der Regierung des Bündnisses aus PSC, ERC und ICV wurde ein neues Autonomiestatut für Katalonien ausgearbeitet. Diese neue Regionalverfassung sollte die bestehende Autonomie Kataloniens ausweiten und die Beziehungen zum spanischen Zentralstaat neu regeln.
In der Volksabstimmung vom 18. Juni 2006 sprachen sich 73,9 % der Wähler (bei einer Abstimmungsbeteiligung von 49 %) für das neue Statut aus. Der Text war durch das spanische Parlament erst nach teils gravierenden Änderungen bestätigt worden. Nach Unterzeichnung durch König Juan Carlos I. trat das Gesetz am 9. August 2006 in Kraft.
Das von der konservativen Volkspartei (PP) angerufene spanische Verfassungsgericht erklärte 28. Juni 2010 das Autonomiestatut nach einem vierjährigen Verfahren in 14 von 223 Bestimmungen für verfassungswidrig. Gegen das Statut geklagt hatten außerdem die Regionalregierungen von Aragón, Valencia, Murcia, La Rioja und den Balearen sowie der Defensor del Pueblo.
Als weiterer wichtiger Wendepunkt wird die Ablehnung eines von der Regionalregierung angestrebten „Fiskalpakts“ angesehen, die im September 2012 durch die Zentralregierung erfolgte.
Als weitere Gründe für die Entwicklung nach dem Urteil des Verfassungsgerichts werden verschiedene Aspekte genannt. Dazu gehören die „Verweigerung einer effektiven Kompromisslösung“ bzw. die „Dialogunwilligkeit der PP-Regierung“, wobei beide Seiten „noch zusätzliches Öl ins Feuer gegossen“ hätten, um von Korruptionsskandalen auf höchster Ebene abzulenken. Hinzu kamen ein „Vertrauensverlust in die spanischen Institutionen“ auf katalanischer Seite sowie im Rahmen der Wirtschaftskrise „hohe Sparopfer“.

### Referenden zur Unabhängigkeit Kataloniens 2009–2011
In der Zwischenzeit hatten sich durch die spanische Wirtschaftskrise ab 2007 die Beziehungen der spanischen Regierung zum wirtschaftsstarken Katalonien zunehmend angespannt. Der Umstand, dass Katalonien bei einem Bevölkerungsanteil von 15 % fast ein Viertel des spanischen BSP erwirtschaftet und jährlich große Teile der Steuereinnahmen in den spanischen Zentralhaushalt und in andere Regionen abführt, und der Eindruck einer spanischen Blockadehaltung führen, seit sich das Gerichtsverfahren zum Autonomiestatut in die Länge zu ziehen begann, zu einer immer stärkeren Unzufriedenheit. Von 2009 bis 2011 wurden in insgesamt 553 der damals 947 katalanischen Städte und Gemeinden Referenden zur Unabhängigkeit Kataloniens durchgeführt. Diese waren nicht bindend und erreichten nur geringe Wahlbeteiligungen, es sprach sich aber eine große Mehrheit der Befragten für die Unabhängigkeit aus.

### Volksbefragung über die politische Zukunft Kataloniens 2014
Bei den Regionalwahlen 2010 und 2012 wurde das Thema der Unabhängigkeit Kataloniens zunehmend Teil des Wahlkampfes. Aus beiden Wahlen ging die CiU unter Artur Mas als Sieger hervor, musste jedoch Minderheitsregierungen unter Tolerierung durch andere katalanische Parteien bilden.
Am 12. Dezember 2013 kündigte Artur Mas gemeinsam mit Vertretern der Parteien CiU, ERC, ICV-EUiA und CUP an, am 9. November 2014 eine Volksbefragung durchzuführen. Die Fragestellung lautete: „Wollen Sie, dass aus Katalonien ein Staat wird?“ Wer diese Frage mit „ja“ beantwortete, sollte sich noch zu einer zweiten Frage äußern, nämlich: „Wollen Sie, dass dieser Staat unabhängig ist?“ Das spanische Verfassungsgericht erklärte daraufhin am 25. März 2014 zunächst die der Volksbefragung zugrunde liegende Resolution über den Charakter des Volkes von Katalonien als eines souveränen politischen und rechtlichen Subjekts für verfassungswidrig. Am 29. September 2014 nahm es darüber hinaus einen Normenkontrollantrag der spanischen Regierung über das Dekret zur Durchführung einer nicht-referendiellen Volksbefragung an und setzte das Dekret damit aus. Auch die von der Regionalregierung daraufhin vorgesehene Durchführung einer alternativen Befragung wurde vom spanischen Verfassungsgericht am 4. November 2014 ausgesetzt.
Die Volksbefragung wurde am 9. November 2014 dennoch durchgeführt. Bei einer Beteiligung von geschätzt einem Drittel der Wahlberechtigten sprachen sich 80,76 % mit einem „Ja“ für beide Fragen, also für die Unabhängigkeit aus. Die Abstimmungsbeteiligung belief sich auf 36,59 % des inoffiziellen Zensus, der alle Personen ab dem 16. Lebensjahr, EU-Ausländer und registrierte Ausländer aus Drittstaaten umfasste. Das gesamte Verfahren dieser Befragung wurde vom Verfassungsgericht im Juni 2015 nachträglich als verfassungswidrig beurteilt.
2017 wurde Artur Mas, gemeinsam mit mehreren anderen Regionalpolitikern, wegen der Durchführung der Volksbefragung zu einer Geldstrafe verurteilt. Des Weiteren wurde ihm für zwei Jahre untersagt, politische Ämter zu bekleiden.

### Parlamentswahl in Katalonien 2015
Im Juni 2015 lösten die beiden katalanisch-bürgerlichen Parteien CDC und UDC ihr seit 1979 bestehendes Parteienbündnis Convergència i Unió (CiU) auf, weil die UDC eine einseitige Unabhängigkeitserklärung und die Abhaltung eines nicht von der spanischen Verfassung gedeckten Referendums ablehnte. Nachdem sich die CDC von Ministerpräsident Mas mit der rivalisierenden ERC auf eine gemeinsame Kandidatur unter dem Namen Junts pel Sí („Zusammen für das Ja“) verständigt hatte, setzte Mas die Neuwahlen für den 27. September 2015 an. Ein zentrales Wahlversprechen von Junts pel Sí war die Durchführung eines Unabhängigkeitsreferendums binnen 18 Monaten.
Bei der Wahl am 27. September 2015 entfielen auf die für eine Unabhängigkeit Kataloniens eintretenden Kandidaturen Junts pel Sí (39,6 %) und CUP (8,2 %) insgesamt 47,8 % der Stimmen. Dieses Ergebnis reichte jedoch für 72 Sitze (Junts pel Sí 62, CUP 10) und damit eine Mehrheit im Regionalparlament, das insgesamt über 135 Sitze verfügt.
In seiner Sitzung vom 9. November 2015 verabschiedete das katalanische Parlament mit den Stimmen von Junts pel Sí und CUP und gegen die Stimmen aller übrigen Fraktionen eine „Resolution über den Beginn des politischen Prozesses in Katalonien als Folge des Wahlergebnisses vom 27. September 2015“. In dieser Resolution heißt es u. a., dass das Parlament den Beginn des Prozesses der Schaffung eines unabhängigen Staats und der Einleitung eines verfassungsgebenden Verfahrens proklamiert. Besonders brisant ist weiter die Passage, nach der das Parlament erklärt, dass es sich „als Wahrer der Souveränität und als Ausdruck der verfassungsgebenden Gewalt“ in dem Prozess der „demokratischen Loslösung vom spanischen Staat“ Entscheidungen von dessen Institutionen und insbesondere des Verfassungsgerichts nicht unterwerfen werde. Die Zentralregierung in Madrid reichte gegen die Resolution des Parlaments vom 9. November 2015 Verfassungsklage ein. Mit Urteil vom 2. Dezember 2015 gab das Verfassungsgericht der Klage statt und erklärte diese Parlamentsresolution für verfassungswidrig und nichtig.
Eine Regierungsbildung gelang zunächst nicht, da die antikapitalistische CUP es ablehnte, Ministerpräsident Artur Mas zur Wiederwahl zu verhelfen. Erst am 9. Januar 2016 (einen Tag vor Ablauf der Frist für die Wahl eines Ministerpräsidenten, die eine Neuwahl des Parlaments erforderlich gemacht hätte) einigten sich Junts pel Sí und die CUP auf Carles Puigdemont, den bisherigen Bürgermeister von Girona, als neuen Regierungschef.

### Referendumsgesetz vom 6. September 2017
Eine Resolution für einen verfassungsgebenden Prozess und ein anschließendes Unabhängigkeitsreferendum „spätestens am 17. September 2017“ wurde vom katalanischen Regionalparlament am 6. Oktober 2016 verabschiedet. Die spanische Zentralregierung unter Mariano Rajoy (PP) rief daraufhin das spanische Verfassungsgericht an, das diese Resolution am 14. Dezember 2016 für verfassungswidrig erklärte.
Im Juni 2017 wurde das Referendum dann zunächst im katalanischen Parlament, anschließend dann auf einer Großkundgebung in Barcelona für den 1. Oktober 2017 formell angekündigt, und zwar unabhängig davon, ob das spanische Verfassungsgericht es erlaubt oder nicht. Als Frageformulierung des Referendums wurde „Wollen Sie, dass Katalonien ein unabhängiger Staat in Form einer Republik ist?“ gewählt. Der geplante Stimmzettel enthält diese Frage in katalanischer, spanischer und okzitanischer Sprache; letzteres, weil Okzitanisch in seinem aranesischen Dialekt Amtssprache im Val d’Aran mit einigen tausend Einwohnern ist.
Ein Gesetz über die Durchführung der Volksabstimmung war ursprünglich für August vorgesehen, wurde jedoch erst am 6. September 2017 vom katalanischen Parlament handstreichartig und unter Missachtung der eigenen Hausordnung des Parlaments im Rahmen einer turbulenten Sitzung verabschiedet.
Für das Gesetz stimmten die 72 Abgeordneten von Junts pel Sí und der CUP. Die elf Abgeordneten der Fraktion Catalunya Sí que es pot (gemeinsame Fraktion von Podemos, ICV und EUiA) enthielten sich. Die 52 Abgeordneten von Ciudadanos, PSC und PP verließen vor der Abstimmung das Plenum; die für das Gesetz nötige 2/3-Mehrheit war nicht gegeben.
Das Gesetz sieht vor, dass das Ergebnis des Referendums bindend ist. Ergeben sich mehr Ja- als Nein-Stimmen soll nach Art. 4 des Gesetzes das Regionalparlament binnen zwei Tagen nach der Veröffentlichung des Abstimmungsergebnisses zusammentreten, um die Unabhängigkeit Kataloniens zu erklären; für den umgekehrten Fall sieht das Gesetz Neuwahlen zum Regionalparlament vor. Für das Ergebnis soll es damit nur auf die Zahl der Ja- bzw. Nein-Stimmen ankommen, die Höhe der Wahlbeteiligung und die Zahl der Enthaltungen und ungültigen Stimmen wäre ohne Bedeutung. Das Gesetz wurde vom Rechtsphilosophen José Luis Martí als transitorische verfassungsmäßige Ordnung und als konstitutioneller coup d’état betrachtet. Zusammen mit dem am Folgetag unter ähnlich turbulenten verabschiedeten Gesetz 20/2017 wäre eine Vorverfassung oder Übergangsverfassung gebildet worden.
Das Gesetz wurde von der spanischen Regierung und der Presse scharf kritisiert; es handele sich um ein illegales Gesetz, das unter Missachtung rechtsstaatlicher Regeln, der spanischen Verfassung und des regionalen Estatut de Autonomía de Cataluña einseitig und ohne Diskussion durchgepeitscht worden sei.
Einen Tag später suspendierte das spanische Verfassungsgericht das Gesetz und verbot einer Reihe katalanischer Amtsträger, den katalanischen Medien sowie den Bürgermeistern der 948 katalanischen Gemeinden, an der Vorbereitung der Volksabstimmung teilzunehmen.
682 von 726 befragten Gemeinden wollten das Referendum dennoch durchführen. Unter den Gemeinden, die es abgelehnt haben, kommunale Einrichtungen als Abstimmungslokale zur Verfügung zu stellen, sind jedoch auch einige von PSC-Bürgermeistern regierte Großstädte, wie die beiden Provinzhauptstädte Lleida (140.000 Einwohner) und Tarragona (130.000 Einwohner) oder die im Umland von Barcelona gelegenen Städte Terrassa (215.000 Einwohner) und Hospitalet de Llobregat (250.000 Einwohner). Die Oberbürgermeisterin von Barcelona, Ada Colau, unterstützte nach längerem Zögern die Verfechter einer Abstimmung.

### Entwicklungen bis zum 1. Oktober

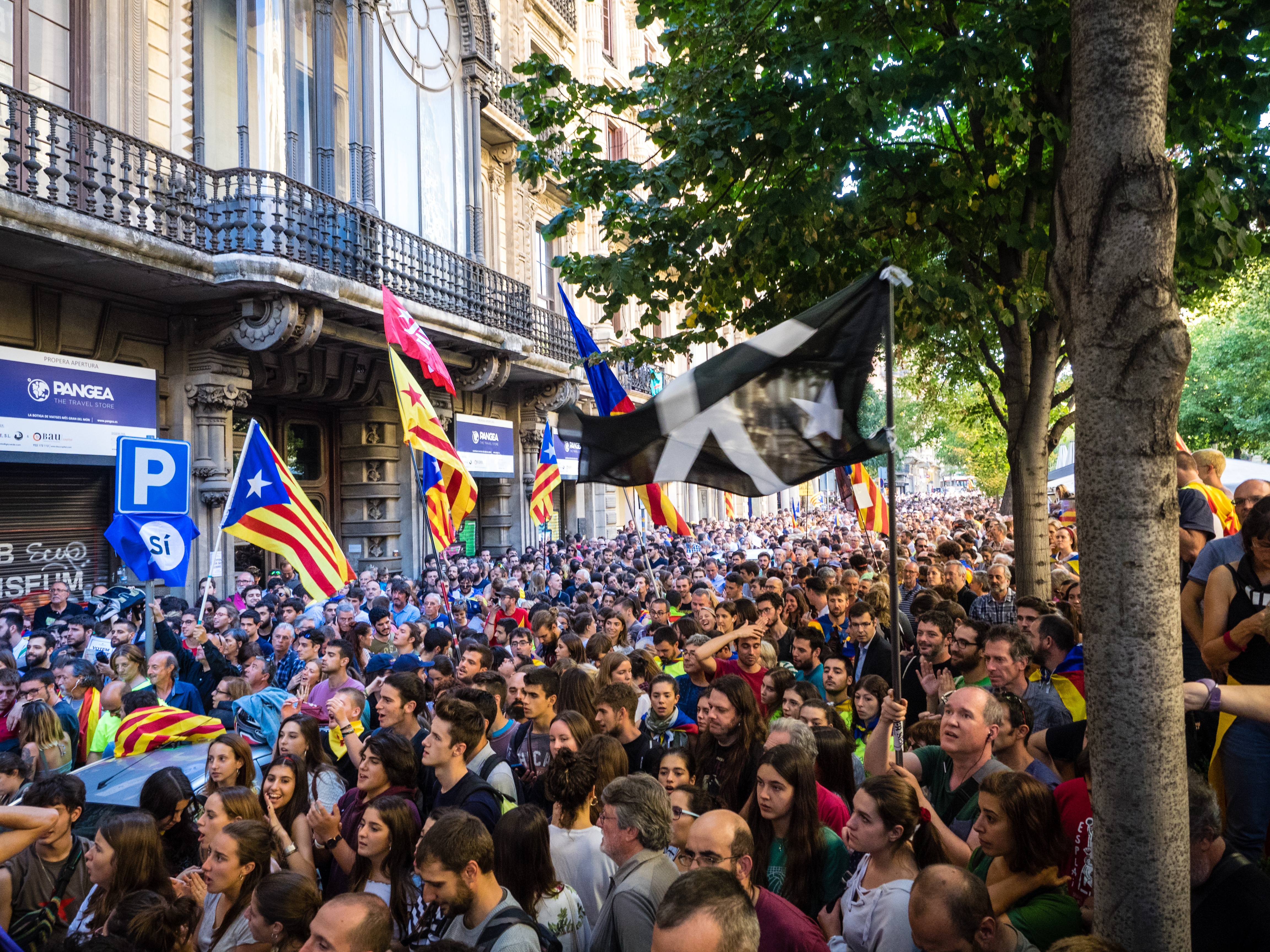
Demonstration von Referendumsbefürwortern vor dem katalanischen Wirtschaftsministerium am 20. September 2017

Die Feierlichkeiten zum katalanischen Nationalfeiertag am 11. September 2017 standen im Zeichen des Unabhängigkeitsreferendums. Mehrere hunderttausend, nach Polizeiangaben bis zu eine Million Menschen, demonstrierten in Barcelona für die Unabhängigkeit.
Am 13. September 2017 forderte die spanische Generalstaatsanwaltschaft die Staatsanwaltschaften der Provinzen Barcelona, Tarragona, Lleida und Girona auf, Ermittlungen gegen die Bürgermeister der mittlerweile 712 Gemeinden einzuleiten, die sich für die Durchführung des Referendums ausgesprochen hatten, sie vorzuladen und notfalls festzunehmen. Generalstaatsanwalt Jose Manuel Maza warnte die Bürgermeister in einem Schreiben davor, sich der Missachtung des Gerichts, Rechtsbeugung und Veruntreuung schuldig zu machen, und drohte mit hohen Haftstrafen bis zu acht Jahren und Berufsverboten. König Felipe VI. forderte in einer Ansprache zur Einhaltung der Verfassung und zur friedlichen Koexistenz auf.
Am 14. September 2017 versandte die Regionalregierung an 55.000 zufällig ausgewählte Personen Einladungen, als Wahlhelfer in einem der 6300 geplanten Wahllokale mitzuarbeiten. Die Wahlkommission legte den Schreiben ein Handbuch bei, in dem die Teilnahme als Wahlhelfer als Bürgerpflicht bezeichnet wurde. Gleichzeitig wandte sich Ministerpräsident Rajoy in einer Ansprache direkt an die Bürgerinnen und Bürger Kataloniens und forderte sie auf, am Referendum, das er als illegal bezeichnete, nicht teilzunehmen.
Der Generalstaatsanwalt für Katalonien wies die für Katalonien zuständigen Kommandanten der staatlichen Polizeien Guardia Civil und Policía Nacional und den Kommandanten der katalanischen Polizei Mossos d’Esquadra an, Urnen, Stimmzettelumschläge und andere Abstimmungsmaterialien zu beschlagnahmen, da alle auf die Vorbereitung und Durchführung des Referendums gerichteten Handlungen die Straftatbestände des Ungehorsams gegenüber richterlichen Entscheidungen, der Rechtsbeugung und der Veruntreuung öffentlicher Gelder erfüllen würden.
Ein Richter des Ermittlungsgerichts Barcelona wies die Guardia Civil an, die von einem katalanischen Webhostingunternehmen betriebene offizielle Webseite des Referendums sperren zu lassen. Wenige Minuten nach der Sperrung wurde eine neue Webseite freigeschaltet, die außerhalb von Spanien gehostet ist.
Ab Mitte September 2017 beschlagnahmte die Polizei mehrfach Informationsmaterial der Regionalregierung zum Referendum, Abstimmungsmaterial (Wahlbenachrichtigungen, Ladungen für die Mitglieder der Wahlvorstände etc.) und Wahlwerbung. Auf der im Ausland gehosteten Webseite der Regionalregierung war auch am 19. September 2017 (knapp zwei Wochen vor der vorgesehenen Abstimmung) noch keine Liste der Abstimmungslokale abrufbar.
Am 20. September 2017 nahmen Beamte der Guardia Civil auf Anordnung eines Ermittlungsrichters Hausdurchsuchungen u. a. in mehreren Gebäuden der Regionalregierung vor. Dabei wurden 14 Personen, überwiegend hohe Beamte der Regionalregierung, festgenommen. In Bigues i Riells wurden 9,8 Millionen Stimmzettel und anderes Abstimmungsmaterial beschlagnahmt.
Am 22. September 2017 erklärten die Mitglieder des Wahlausschusses (Sindicatura Electoral), der nach dem Referendumsgesetz für die Feststellung des Ergebnisses und die Überwachung des Abstimmungsprozesses zuständig gewesen wäre, auf Anraten der Regionalregierung zur Vermeidung von Zwangsgeldern, die das Verfassungsgericht angedroht hatte, ihren Rücktritt.
Am 27. September 2017 wies die Ermittlungsrichterin des Tribunal Superior de Justicia de Cataluña die Guardia Civil, die Policía Nacional und die Mossos d’Esquadra an, am 1. Oktober die Öffnung öffentlicher Gebäude, die als Abstimmungslokale vorgesehen sind, zu verhindern bzw. diese zu schließen und vorgefundenes Abstimmungsmaterial zu beschlagnahmen. Die Datenschutzbehörde Agencia Española de Protección de Datos wies in einer Mitteilung vom 29. September 2017 darauf hin, dass das Vermerken der Stimmabgabe in den Wählerverzeichnissen durch die Mitglieder der Wahlvorstände und ihre Rückgabe an die Verwaltung nach der Abstimmung Ordnungswidrigkeiten (illegale Datenverarbeitung bzw. -weitergabe) seien, die mit Geldbußen bis zu 300.000 Euro bedroht seien.

### Unterschiede zur Volksbefragung 2014
2014 hatten sich die Institutionen des spanischen Staats darauf beschränkt, die Volksbefragung durch Anhörungen vor dem Verfassungsgericht aussetzen zu lassen und ihr durch die später folgende Entscheidung über das Verfahren die Rechtsgrundlage entziehen zu lassen, sodass die Befragung nicht mit den für ein Referendum erforderlichen rechtlichen Garantien (Wählerverzeichnis etc.) durchgeführt werden konnte. Die tatsächliche Durchführung der Volksbefragung am 9. November 2014 wurde aber nicht verhindert, wobei die konkrete Durchführung im Jahr 2017 zur Verurteilung von Artur Mas, Joana Ortega und Irene Rigau durch das Verfassungsgericht führte.
Die katalanische Regionalregierung hatte 2014 die Volksbefragung zuletzt selbst nicht mehr auf die vom Verfassungsgericht außer Vollzug gesetzten Rechtsgrundlagen gestützt, sondern mit der Bezeichnung „Bürgerbeteiligungsprozess“ als alternative Befragung eingeordnet. 2017 hielt sie jedoch an der Durchführung auf Grundlage des außer Vollzug gesetzten Referendumgesetzes fest, das in seinem Art. 3 ausdrücklich vorsieht, dass es im Rang allen anderen Rechtsnormen vorgeht, die zu ihm im Widerspruch stehen.

## Stellungnahmen im Vorfeld der Abstimmung
Beobachter wie die „Alliance for Securing Democracy“ registrierten, wie prorussische Websites den Katalonien-Konflikt – wie zuvor schon sezessionistische Bewegungen auf der Krim und in Kurdistan – thematisierten.

### Meinungsumfragen
Da die Frage der Unabhängigkeit für die katalanische Öffentlichkeit von zunehmender Bedeutung war, fanden in Katalonien seit 2010 bis etwa Mitte 2017 zahlreiche Meinungsumfragen zum Thema statt.
Direkt zur Frage der Unabhängigkeit gibt es darin keine klaren Mehrheiten. In der Regel schwanken sowohl das Ja- als auch das Nein-Lager um die 40 bis 50 Prozent, mit wenigen Prozentpunkten Abstand.

### Politik
- PP: Als Regierungspartei stand die konservative PP hinter der Haltung ihrer Regierung, hielt sich aber bis kurz vor dem 1. Oktober mit eigenen Stellungnahmen zurück. Wie die Ciudadanos beklagte sie die „Hispanophobie“ in Katalonien.[35]
- PSOE: Die spanischen Sozialisten lehnten das Referendum ab.[36] Stattdessen streben sie eine Verfassungsreform bzw. einen Dialog mit der Regionalregierung an.[37][38] Zudem wurde das Demokratieverständnis von JxSí scharf kritisiert.[39]
- Podemos: Die linke Gruppierung Podemos (Podem in Katalonien) warb vor dem Referendum für ein legales, ausgehandeltes Referendum und warf PP und Ciudadanos Unbeweglichkeit vor. Eine mögliche unilaterale Unabhängigkeitserklärung lehnte sie ab.[40]
- Ciudadanos: Die in Katalonien als Ciutadans bezeichnete Gruppierung sah das Referendum bereits vorab als Vorwand für einen Putsch („golpe“) bzw. eine unilaterale Unabhängigkeitserklärung und stellte fest, dass es in Katalonien eine „Hispanophobie“ gäbe.[41]

### Wissenschaft
- Rund einen Monat vor dem Referendum veröffentlichte die Generalitat eine von ihr in Auftrag gegebene Expertise.[42] Das wissenschaftliche Gutachten enthielt einen historischen Abriss der letzten 30 Jahre und stützte die Haltung der Regionalregierung auf internationales, EU- und Verfassungsrecht.[42] Erstellt wurde es von Nicolas Levrat, Universität Genf (Koordinator), Sandrina Antunes, Universität Minho, Guillaume Tusseau vom Institut d’études politiques de Paris sowie Paul Williams von der American University in Washington D.C.[43]
- Der Verfassungsrechtler Bar Cendón (Universität Valencia), der auch das Urteil des Verfassungsgerichts kommentiert hatte[3], verwies auf die Problematik, dass die spanische Verfassung zwar Referenden (im Rahmen einer Konsultation) vorsähe, für das geplante Referendum aufgrund des Gegenstands – der Abtrennung eines Teils des Staatsgebiets – aber vorab eine Verfassungsänderung notwendig wäre, die wiederum durch ein gesamtspanisches Referendum bestätigt werden müsste.[44] Zudem könnte die Zentralregierung mit der Regionalregierung nicht über ein Unabhängigkeitsreferendum an sich verhandeln, weil diese Thematik von der Verfassung nicht abgedeckt wäre.[44] Bereits ein Jahr vor dem Referendum betonte Bar Cendón, dass sich das Problem nur politisch – durch Verhandlung und Dialog – und nicht juristisch lösen ließe.[3]
- Der Rechtsphilosoph José Luis Martí (Universität Pompeu Fabra) wies auf die möglichen Auswirkungen der mit dem Referendumsgesetz geschaffenen Ordnung hin, unterstrich aber, dass die damit geschaffene Ordnung aufgrund der Mehrheitsverhältnisse nicht nur illegal, sondern auch demokratisch illegitim wären.[18][19][45]

### Kultur
- Die Kritik des Liedermachers Joan Manuel Serrat weckte in Spanien ein breites mediales Echo. Serrat, der 1968 vom Eurovision Song Contest ausgeschlossen wurde, weil er ein Lied auf Katalanisch singen wollte, kritisierte das Vorgehen der Regionalregierung und erklärte, er wolle lieber Angst haben als sich schämen zu müssen.[46] Seiner Ansicht nach wäre ein Riss durch die katalanische Gesellschaft entstanden.[47]
- Als weitere Kulturschaffende sprachen sich Isabel Coixet, Javier Cercas und Juan Marsé gegen die Abstimmung aus.[48][49]

### Internationale Ebene
- Europäische Union: Am 7. September sagte Antonio Tajani, der Präsident des Europäischen Parlaments, in einem Schreiben an die spanische EU-Parlamentsabgeordnete Beatriz Becerra, dass die verfassungsmäßige Ordnung jedes EU-Mitgliedsstaats zu achten sei und dass, wenn sich ein Gebiet von einem EU-Mitgliedsstaat abspalte, die EU-Verträge dort erst einmal nicht gelten.[50]

EU-Kommissionspräsident Jean-Claude Juncker erklärte am 14. September, dass die EU den Entscheidungen des spanischen Verfassungsgerichts und Parlaments folgen werde. Die EU werde ein Ja-Votum in der Volksabstimmung respektieren, jedoch könne Katalonien nicht darauf hoffen, sofort nach der Abstimmung zu einem selbständigen EU-Mitgliedsstaat zu werden.
- Europarat: Der Europarat gab auf eine Anfrage von Carles Puigdemont hin im Juni 2017 bekannt, eine Volksabstimmung sei nur unter strenger Einhaltung der spanischen Verfassung durchzuführen.
- UNO: Die Vereinten Nationen haben eine Beteiligung als Wahlbeobachter abgelehnt.[52] Generalsekretär Ban Ki-moon hatte bereits 2015 in einem Interview geäußert, dass aus seiner Sicht sich Katalonien nicht auf das Selbstbestimmungsrecht der Völker berufen könne, da es bereits über Autonomie innerhalb des spanischen Staates verfüge.[53]
- Vereinigte Staaten: Am 13. April gab die US-Botschaft in Madrid bekannt, dass die Vereinigten Staaten die Frage der katalanischen Unabhängigkeit als eine innere Angelegenheit Spaniens betrachten.[54]
- Frankreich: Am 16. Juni bezeichnete der französische Präsident Emmanuel Macron die Frage der katalanischen Unabhängigkeit als eine innere Angelegenheit Spaniens.[55]
- Deutschland: Am 8. September gab Regierungssprecher Steffen Seibert an, dass die Bundesregierung an der Stabilität Spaniens interessiert sei und dass es hierfür erforderlich sei, geltendes Recht und die spanische Verfassung auf allen Ebenen zu beachten.[56] Ähnlich hatte sich die Bundesregierung bereits 2015 geäußert.[57]
- Schottland: Am 16. September teilte die schottische Ministerin für Außenbeziehungen, Fiona Hyslop, mit, dass die Entscheidung über die Zukunft Kataloniens eine Angelegenheit der dort lebenden Menschen sei. Sowohl die katalanische als auch die spanische Regierung dürften sich für oder gegen eine Unabhängigkeit positionieren. Die UN-Charta gebe allen Völkern das Recht auf Selbstbestimmung.[58] Das Referendum über die Unabhängigkeit Schottlands im Jahr 2014 war von der katalanischen Regionalregierung als mögliches Vorbild angeführt worden.[59][60] Dies wurde in den Medien jedoch kontrovers diskutiert.[61][62][63]

## Tag des Referendums

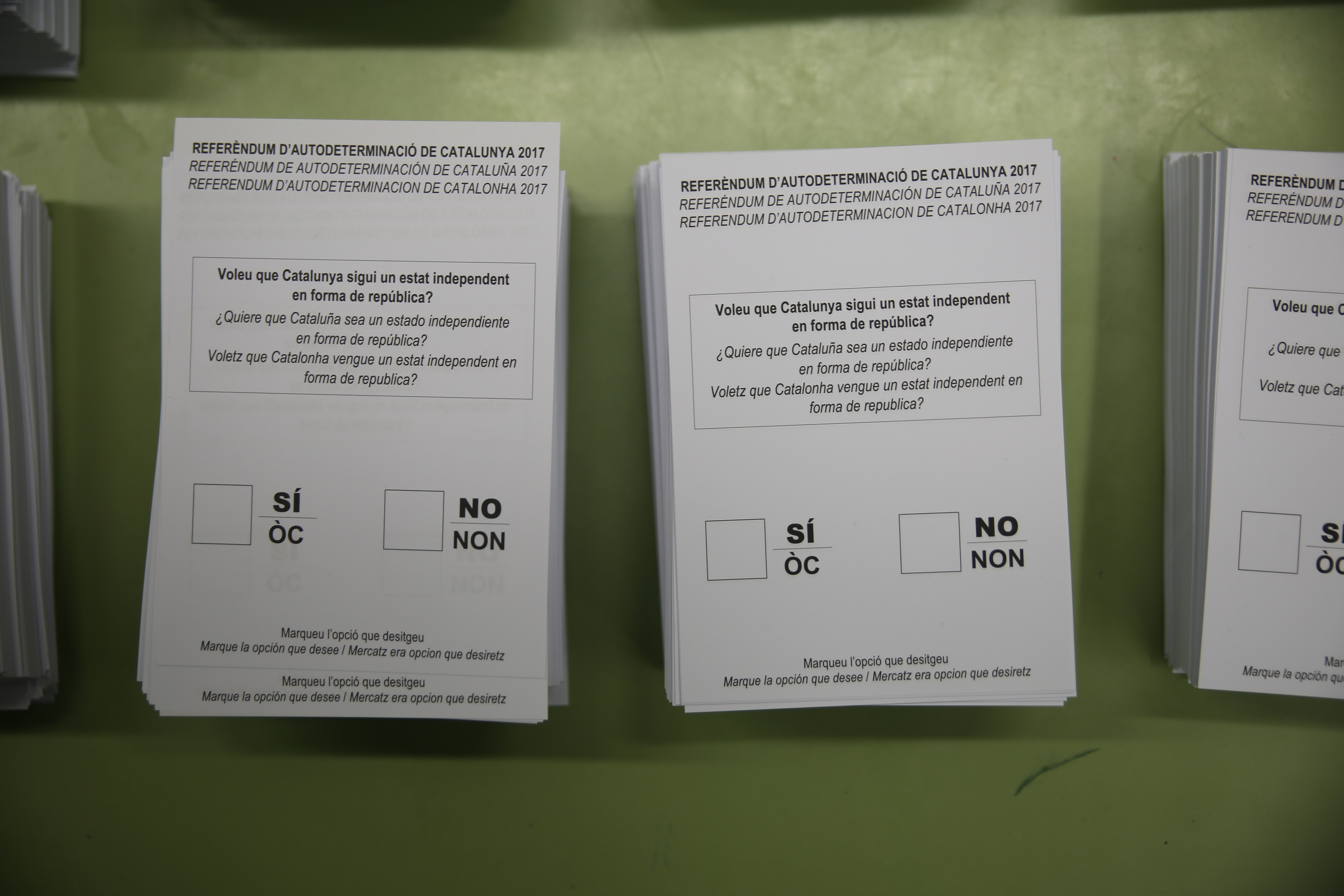
Stimmzettel zum Referendum

Der katalanische Regierungssprecher teilte kurz vor Öffnung der Wahllokale mit, dass man ein digitales Wählerverzeichnis eingerichtet habe. Somit könne jeder Abstimmungsberechtigte in jedem beliebigen Wahllokal seine Stimme abgeben, um auf die angekündigten Gegenmaßnahmen der spanischen Behörden reagieren zu können. Dabei sollte sichergestellt sein, dass jeder Stimmberechtigte nur einmal wählen könnte. Dieser „censo universal“ war im Referendumsgesetz nicht vorgesehen. Er stieß ebenso auf Kritik wie die gleichzeitige Ankündigung, dass auf Umschläge verzichtet werden sollte.
Die katalanische Regionalpolizei Mossos d’Esquadra kam dem Befehl der Zentralregierung, Wahllokale abzuriegeln, nicht nach und blieb passiv.
Regionalpolizei und Feuerwehr stellten sich zum Teil schützend vor die Bevölkerung.
Gegen die katalanischen Unabhängigkeitsbefürworter wurden deshalb die nationale Polizei und die Guardia Civil eingesetzt.
Die Polizei beschlagnahmte einige Wahlurnen und Stimmzettel und durchbrach Menschenketten, die sich gebildet hatten; dabei kam zu Handgreiflichkeiten und zum Einsatz von Schlagstöcken und Gummigeschossen. In der Regionalhauptstadt Barcelona kam es Augenzeugenberichten zufolge zum Einsatz von Gummigeschoss-Munition. In Girona riegelte die Polizei eine Sporthalle ab, die als Wahllokal genutzt wurde und in der Regionalpräsident Carles Puigdemont seine Stimme abgeben wollte. Vor einigen zu Wahllokalen umfunktionierten Schulen in Barcelona kam es zu Knüppeleinsätzen und Barrikaden.
Die Anzahl der Verletzten ist umstritten. Die katalanische Gesundheitsbehörde gab bekannt, dass im Rahmen der Auseinandersetzungen 893 Personen medizinisch versorgt wurden. Rund drei Wochen später wurde diese Zahl auf 1066 erhöht. Insgesamt kam es aber nur zu 4 Einlieferungen in ein Krankenhaus; dazu zählten zwei Schwerverletzte, bei denen es sich um einen Herzinfarkt infolge der Ereignisse und eine Augenverletzung durch ein Gummigeschoss handelte. Das spanische Innenministerium gab die Anzahl der verletzten Polizeibeamten zunächst mit 39 ein, korrigierte diese Zahl jedoch am 2. Oktober auf 431 Beamte, die Prellungen, Tritte, Kratzer oder Bisse erlitten hätten.
Laut einer Einschätzung des Economist blieb die Gewalt insgesamt isoliert. Die Zeit berichtete von normalen Wahlverhältnissen und wertete den Polizeieinsatz mit der Feststellung, die Regionalregierung hätte durch ihn die benötigten Bilder erhalten.  Laut Generalitat de Catalunya seien 400 Wahllokale (von ursprünglich rund 2300 vorgesehenen Wahllokalen) mit 770.000 eingeschriebenen Wählern von Schließungen betroffen gewesen. Am Morgen des 1. Oktober hatte die Regionalregierung mitgeteilt, dass 73 % der Wahltische geöffnet seien: Eine Mehrheit der Bevölkerung konnte wählen.
Zudem stellten sich gewisse Fotos und Berichte über Polizeigewalt während des Referendums, die in den sozialen Netzwerken breit zirkulierten, als Fälschungen (sogenannte Fake News) heraus. Ähnliche Hinweise auf Fake News hatte es bereits im Vorfeld des Referendums gegeben.

## Ergebnis der Abstimmung
Die Generalitat de Catalunya teilte als Wahlergebnis mit: 2.044.038 (90,18 %) Ja-Stimmen, 177.547 (7,83 %) Nein-Stimmen, 44.913 (1,98 %) leere Stimmzettel und 19.719 (0,86 %) ungültige Stimmen. Die ungültigen Stimmen seien hierbei für die Berechnung der Anteile von Ja- und Nein-Stimmen, sowie der leeren Stimmzettel nicht berücksichtigt worden.
2.286.217 von 5.313.564 wahlberechtigten Katalanen hätten eine gezählte Stimme abgeben können. Dies entspricht 43,03 %.
Gleichzeitig berichteten spanische Medien von zahlreichen Unregelmäßigkeiten beim Wahlablauf: So sei es ohne weiteres möglich gewesen, mehrfach abzustimmen oder ohne jeglichen Ausweis teilzunehmen; gewisse Wahlbezirke hätten so mehr Stimmabgaben als gemeldete Wähler. Insgesamt sei es schwer zu wissen, wie viele Wähler tatsächlich an der Abstimmung teilgenommen hätten; die offiziellen Zahlen sind nicht unabhängig überprüfbar, entsprechen aber in etwa den Zahlen der Volksbefragung von 2014.

## Unmittelbare Folgen und Reaktionen zu der Abstimmung
Kataloniens Regierungschef Puigdemont verurteilte noch am selben Tag den Polizeieinsatz als unverantwortlich und als Schande, die Gewalt seitens des spanischen Staates werde die Katalanen aber nicht aufhalten;
ausländische Medien verurteilten durchgehend die Polizeigewalt. Aus Protest gegen das Vorgehen der Polizei wurde von der anarchosyndikalistischen CGT und kleineren Gewerkschaften für den 3. Oktober ein Generalstreik in Katalonien ausgerufen. Im Rahmen des Streiks, der vor allem im Transportwesen, im Handel, in der Landwirtschaft, von den Hafenarbeitern und vom öffentlichen Dienst befolgt wurde, wurden Straßen und Autobahnen blockiert. Die beiden mitgliederstärksten Gewerkschaften – UGT und Comisiones Obreras – nahmen an diversen Mobilisierungen und am „paro de país“ (Stillstand des Landes) teil, unterstützten den Generalstreik selbst jedoch nicht.
Die EU-Kommission bezeichnete das Referendum am 2. Oktober als nicht legal. Auch im Falle einer legalen Abstimmung für die Unabhängigkeit würde das Gebiet Kataloniens jedoch aus der EU ausscheiden. Gewalt könne kein Mittel der Politik sein. Jean-Claude Juncker wertete die Auseinandersetzungen als innenpolitische Angelegenheit Spaniens.
Eine Unabhängigkeitserklärung hätte laut dem Referendumsgesetz des katalanischen Parlaments vom 6. September 2017 automatisch nach dem Referendum erfolgen sollen. Am 10. Oktober erklärte der Premierminister Puigdemont jedoch zunächst eine Aussetzung der erwarteten Unabhängigkeitserklärung, um nach eigenen Worten einen Dialog zu ermöglichen. Am 27. Oktober erfolgte die Ausrufung einer unabhängigen Republik, was zu der anschließenden Entmachtung der katalanischen Regierung durch die spanische Zentralregierung unter Berufung auf einen Verfassungsnotstand unter Artikel 155 der spanischen Verfassung sowie vorgezogenen Neuwahlen zum Regionalparlament im Dezember 2017 führte.

## Kosten des Referendums
224.834,25 Euro wurden für die Registrierung der im Ausland lebenden katalanischen Wahlberechtigten; 272.804,36 Euro für die Bekanntmachung des Referendums; 979.661,96 Euro für Stimmzettel; 119.700,00 Euro für internationale Wahlbeobachter ausgegeben. Diese Ausgaben werden seitens der spanischen Justiz der katalanischen Regierung und seinem Ministerpräsidenten als Veruntreuung von Steuergeld vorgeworfen.